# Thrypticus aphroditus
Thrypticus aphroditus är en tvåvingeart som beskrevs av Negrobov och Tsurikov 1986. Thrypticus aphroditus ingår i släktet Thrypticus och familjen styltflugor. Inga underarter finns listade i Catalogue of Life.